# Knutstad
Knutstad est une localité du comté de Nordland, en Norvège.

## Géographie
Administrativement, Knutstad fait partie de la kommune de Vestvågøy.